# Kabi Nagata
Kabi Nagata (永田カビ?; Giappone, 28 maggio 1987) è una fumettista giapponese, conosciuta per aver scritto e ideato My Lesbian Experience With Loneliness.
Nagata ha sempre disegnato nella sua vita e il suo primo manga lo lesse in quarta elementare, iniziando Slam Dunk di Takehiko Inoue. Successivamente iniziò a leggere altre serie manga Weekly Shōnen Jump, nominando il manga di Nobuhiro Watsuki, Rurouni Kenshin come il suo preferito durante gli anni della scuola media.

## Lavori

### La mia prima volta - My Lesbian Experience With Loneliness
Nagata ha pubblicato My Lesbian Experience With Loneliness sul sito web giapponese Pixiv prima che la sua versione rivista e riordinata fosse stampata in volume, nel 2016. Quest'ultimo, con caratteri parecchio autobiografici all'interno, tratta principalmente dei problemi di salute mentale di Nagata e della sua omosessualità. My Lesbian Experience With Loneliness ha reso molto famoso lo stile fumettistico di Kabi, considerato da molti parecchio originale, poiché in ogni tavola vengono utilizzati solamente disegni abbozzati e un tratto di colore rosa cipria.

### Lettere a Me Stessa (dopo "La Mia Prima Volta")
Il seguito di My Lesbian Experience With Loneliness, "Lettere A Me Stessa (dopo "La Mia Prima Volta")"  (in giapponese: 一 人 交換 日記, Hitori kōkan nikki ), è stato pubblicato più tardi nello stesso anno, mentre è stato successivamente tradotto dal giapponese all'inglese nel 2018, in Italia è stato pubblicato dall'editore J-pop nel 2020. Pur continuando ad esplorare i temi del suo primo manga autobiografico La Mia Prima Volta, Lettere A Me Stessa si basa sul concetto di "diario personale"; Nagata infatti ha deciso di riproporre una vecchia idea che ebbe alle medie: quella di scriversi appunto lettere da sola, facendo finta di doverle spedire a se stessa e formando poco a poco un diario ricco di pensieri soggettivi. Il suo secondo volume, intitolato My Solo Exchange Diary 2 (一 人 交換 日記 2, ancora inedito in Italia) è stato pubblicato in giapponese nel 2017 e in inglese nel 2019.

### My Alcoholic Escape from Reality
My Alcoholic Escape from Reality (現 実 逃避 し て た ら ボ ロ ボ ロ に な っ た 話, Genjitsu tōhi shitetara boroboro ni natta hanashi, nell'edizione italiana "La mia fuga alcolica, scappando dalla realtà.") è il quarto e ultimo capitolo della serie di manga autobiografici di Kabi Nagata. Il manga in questione è incentrato sulla caduta di quest'ultima nell'alcolismo, e descrive il periodo in cui è stata ricoverata a causa di questa sua dipendenza e delle sue gravi conseguenze. My Alcoholic Escape from Reality è stato pubblicato in Italia nel 2022. Il manga è uscito in Giappone nel 2019 e la sua pubblicazione in inglese è avvenuta nel 2021.

## Premi
Nel 2018, My Lesbian Experience With Loneliness di Kabi Nagata ha vinto sia l'Harvey Award come "miglior manga del 2018" sia il Crunchyroll Anime Award come miglior manga.